# Diff
diff – program komputerowy działający w konsoli, wyświetlający różnice między dwoma plikami tekstowymi na poziomie poszczególnych wierszy. Ukazuje, które wiersze występują w obu plikach, a które są unikalne.
Poniżej przykładowe wyjście programu: wiersze wspólne dla porównywanych plików nie są oznaczane, wiersze występujące tylko w pierwszym pliku są poprzedzone minusem, a tylko w drugim – plusem:
```
 
#include <iostream>

+#include <string>

+

+using namespace std;

 
int

 
main (int argc, char** argv)

 
{

-    char text[20] = {0};

+    string text;

 
    for ( int i = 1; i < argc; ++i )

 
    {

-       strcat (text, argv[i]);

-       strcat (text, " ");

+       text += string(argv[i]) + " ";

 
    }

-    std::cout << text << std::endl;

+    cout << text << endl;

 
    return 0;

 
}

```

Program umożliwia różnorodne formatowanie wyjścia, m.in. ułatwiające automatyczne aktualizacje plików na podstawie różnic (program patch lub ed).
Nowe wersje programu akceptują pliki binarne.
Oryginalnie powstał na systemy Unix, obecnie istnieją wersje działające pod kontrolą innych systemów operacyjnych.